# Xã Echo, Quận Yellow Medicine, Minnesota
Xã Echo (tiếng Anh: Echo Township) là một xã thuộc quận Yellow Medicine, tiểu bang Minnesota, Hoa Kỳ. Năm 2010, dân số của xã này là 145 người.